# Eigelenk

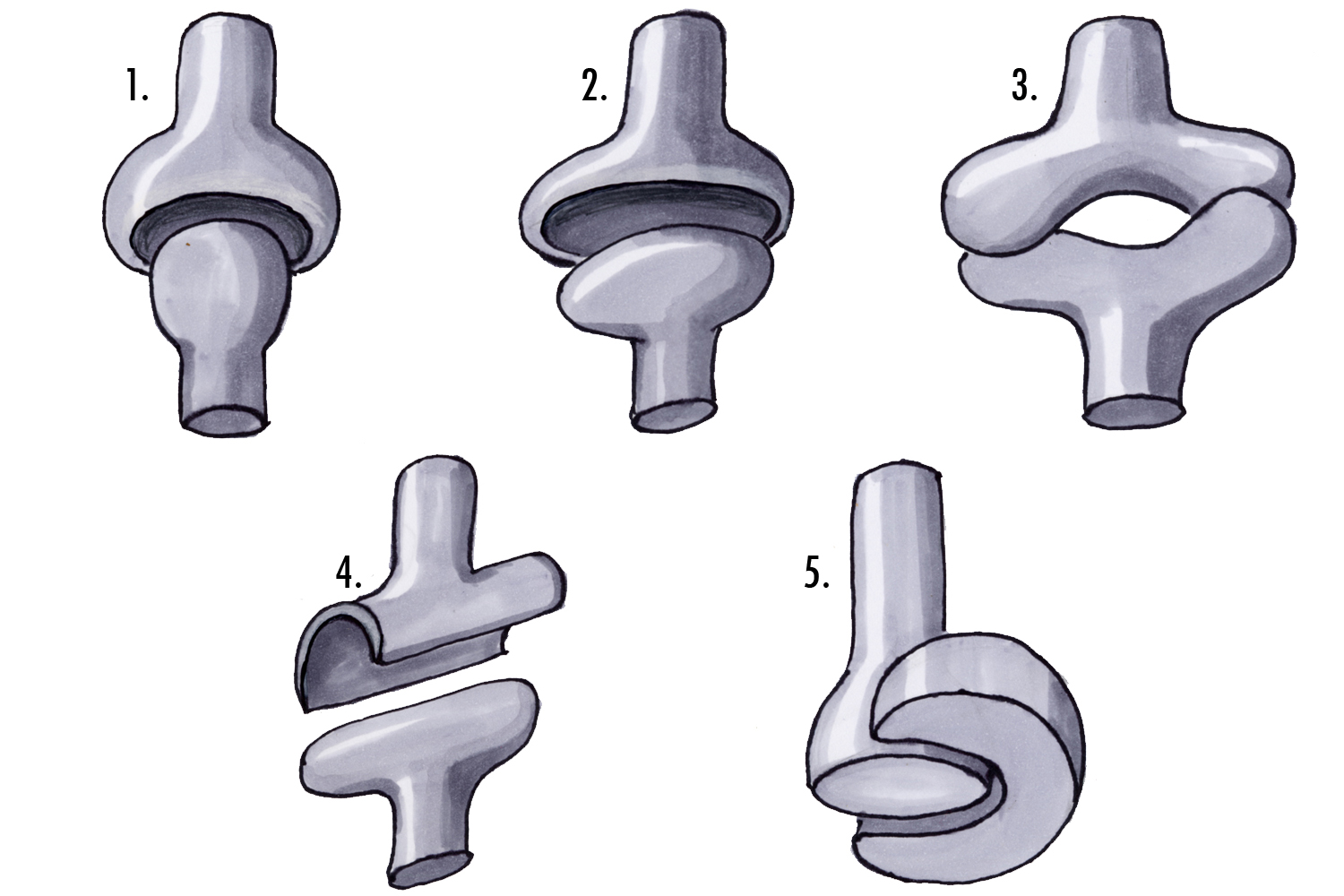
Echte Gelenke:
1-Kugelgelenk; 2-Eigelenk; 3-Sattelgelenk; 4-Scharniergelenk; 5-Zapfengelenk

Als Eigelenk (Syn. Ellipsoidgelenk, Articulatio ellipsoidea) bezeichnet man in der Anatomie ein Gelenk mit zwei eiförmigen (ellipsoiden) Gelenkanteilen, von denen eine konkav (Gelenkpfanne), die andere konvex (Gelenkkopf) ist. Das Eigelenk ist zweiachsig, es sind also Bewegungen in zwei Hauptrichtungen möglich.

## Beispiele
Eigelenke sind das erste Kopfgelenk zwischen Atlas und Schädel sowie die obere Etage des Handgelenks.